# Junnin
L'empereur Junnin (淳仁天皇, Junnin Tennō, 733 - 10 novembre 765) était le quarante-septième empereur du Japon, selon l'ordre traditionnel de la succession, a régné de 758 à 764. Son nom personnel était prince Ōi. Dans les anciens documents japonais, il est généralement désigné par Haitei (廃帝), « l'empereur détrôné », et son nom posthume lui a été donné en 1870 par l'empereur Meiji.

## Biographie
Junnin est le septième fils du prince Toneri, lui-même fils de l'empereur Temmu. Sa mère était Taima no Yamashiro. Quand son père meurt, il n'a que trois ans, et ne reçoit aucun rang ou aucune charge à la cour. Son destin change en 757, quand l'impératrice Kōken le désigne comme prince héritier, à la place du prince Funado qui avait été nommé à ce titre par l'empereur Shōmu. L'année suivante, Kōken abdique et il monte sur le trône. En 764, le moine Dōkyō le dépose et remet Kōken sur le trône, sous le nom de règne de Shōtoku. Junnin est exilé sur l'île d'Awaji, ce qui lui vaut le surnom d'Awaji no Haitei qui lui est resté dans les textes japonais ultérieurs, jusqu'à ce que l'empereur Meiji lui donne son nom posthume. Il meurt (ou est assassiné) là-bas l'année suivante.
Bien que techniquement, Junnin ait régné, il ne figure pas sur la liste traditionnelle des empereurs du Japon avant la fin du XIXe siècle, et de fait, il n'avait que peu de pouvoir et était principalement une figure de proue.
Épouse et descendance :
- Awata no Morone, veuve de Fujiwara no Mayori

d'une dame inconnue, il eut
- Princesse Yamao, prêtresse vestale d'Ise 758-765